# Klanec pri Komnu
Klanec pri Komnu is een plaats in Slovenië en maakt deel uit van de gemeente Komen in de NUTS-3-regio Goriška. De plaats telde 45 inwoners op 1 januari 2020.